# Proceroplatus
Proceroplatus är ett släkte av tvåvingar. Proceroplatus ingår i familjen platthornsmyggor.

## Dottertaxa tillProceroplatus, i alfabetisk ordning[1]
- Proceroplatus aedon
- Proceroplatus belluus
- Proceroplatus bicornutus
- Proceroplatus borgmeieri
- Proceroplatus catharinae
- Proceroplatus graphicus
- Proceroplatus guayanasi
- Proceroplatus iaunai
- Proceroplatus juberthiei
- Proceroplatus kerteszi
- Proceroplatus limpidapex
- Proceroplatus mikado
- Proceroplatus minutus
- Proceroplatus moala
- Proceroplatus paramariboensis
- Proceroplatus paucimaculatus
- Proceroplatus pectinatus
- Proceroplatus pictipennis
- Proceroplatus pictus
- Proceroplatus poecilopterus
- Proceroplatus priapus
- Proceroplatus pulchripennis
- Proceroplatus puncticoxalis
- Proceroplatus rabelloi
- Proceroplatus scalprifera
- Proceroplatus seguyi
- Proceroplatus stonei
- Proceroplatus suffusinervis
- Proceroplatus terenoi
- Proceroplatus trinidadensis
- Proceroplatus variventris
- Proceroplatus venustipennis
- Proceroplatus whitfieldi
- Proceroplatus villasboasi
- Proceroplatus vittatus
- Proceroplatus zeijsti